# Rasoir de Hanlon
Vous lisez un « bon article » labellisé en 2017.
Pour les articles homonymes, voir Hanlon.

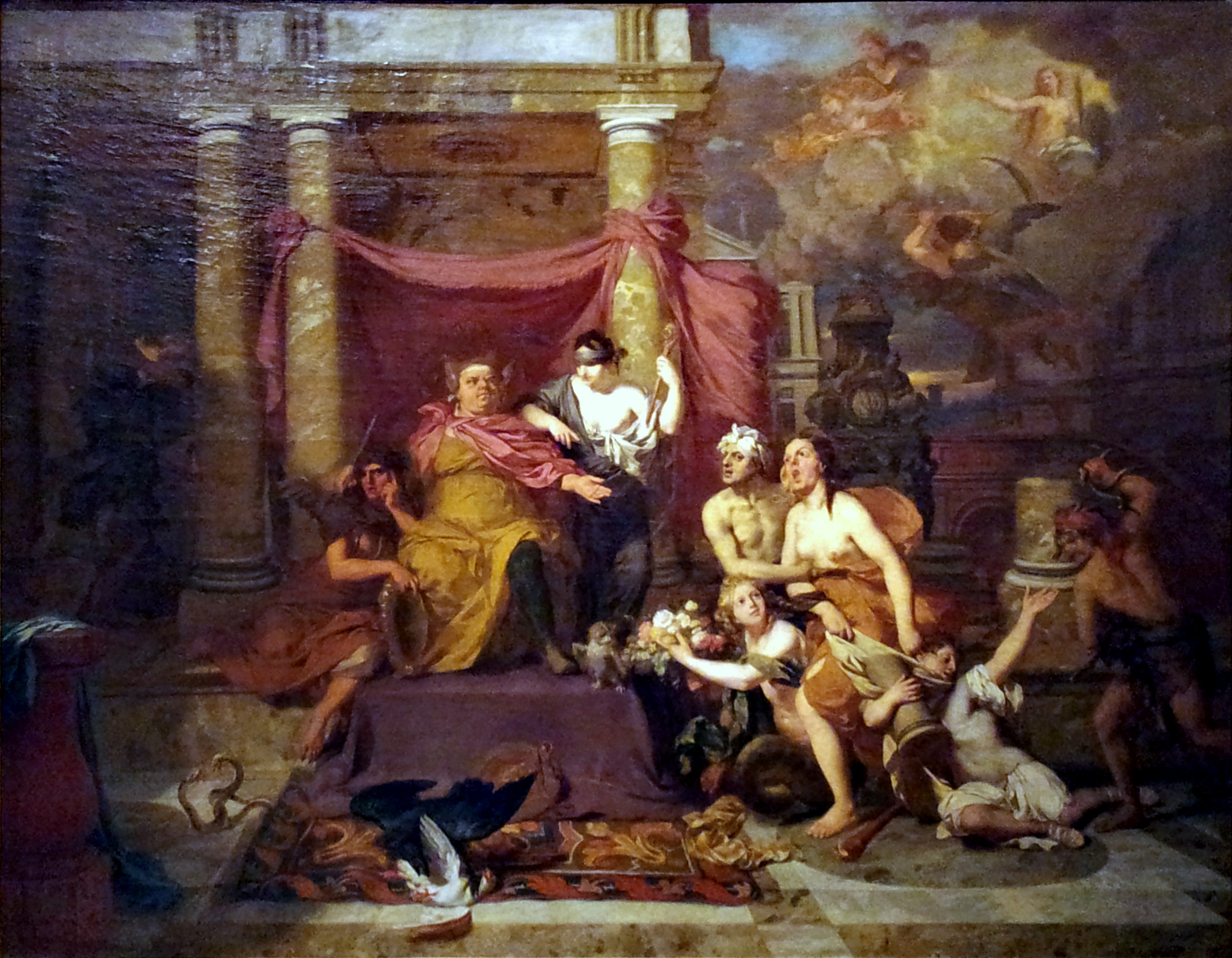
Le Tribunal de la Sottise ou La Calomnie d'Apelle, de Gérard de Lairesse. L'accusé, poursuivi par la Haine, est mené par la Calomnie, l'Envie et la Perfidie devant un juge aux oreilles d'âne, entouré de l'Ignorance et de la Suspicion.

Le rasoir de Hanlon est une règle de raisonnement permettant d'éliminer des hypothèses. Formulée en 1980 par le programmeur américain Robert J. Hanlon, cette règle s'énonce de la manière suivante : « Ne jamais attribuer à la malveillance ce que la bêtise suffit à expliquer. » L'attribution à Hanlon a été mise en question dans un premier temps, certains auteurs y voyant plutôt une corruption du nom de Robert A. Heinlein, l'auteur d'une considération assez proche.
La règle tire son nom du rasoir d'Ockham, qui pose un principe de simplicité, tant au niveau métaphysique, en recommandant de ne pas multiplier les conjectures sur les entités, qu'au niveau méthodologique, en recommandant de ne pas multiplier les hypothèses. Elle revient donc à considérer soit qu'il est plus simple et donc plus plausible de supposer la bêtise plutôt que la malveillance, la première étant plus vraisemblable en général, soit qu'il est inutile d'ajouter la conjecture d'une intention maligne à celle d'un manque de compétence. Cette règle ne caractérise toutefois la bêtise qu'au plan du comportement. D'autres notions, celles de biais cognitif, de principe de charité ou d'effet pervers, permettent d'éviter que l'opposition entre malveillance et bêtise ne devienne un faux dilemme.

## Formulation et traduction
La formulation anglaise habituelle du rasoir de Hanlon est la suivante : « Never attribute to malice that which is adequately explained by stupidity. » Elle pose deux problèmes de traduction en français.
- Le mot anglais « malice » n'est qu'imparfaitement rendu en français par « malice ». Le sens du terme anglais est en effet plus proche de celui qu'avait le mot français jusqu'au XVIIe siècle, celui d'intention de nuire, et ne comporte pas nécessairement l'idée de plaisir à s'amuser aux dépens d'autrui[3]. Il est donc mieux rendu en français par malveillance.
- La traduction du terme anglais « stupidity » est encore plus délicate. Selon une étude relative aux Darwin Awards et publiée par le British Medical Journal, la stupidité (stupidity) est le fait d'une personne qui, tout en étant capable d'un jugement sain, fait preuve d'une mauvaise application étonnante du sens commun[4],[5]. Dans son essai homonyme, Avital Ronell note que « stupidity se transpose difficilement en Dummheit »[N 1], de même qu'il ne peut tenir dans les limites de la « bêtise »[11], mais précise immédiatement en note que « le terme français le plus utilisé pour traduire stupidity est, bien entendu, « bêtise »[12]. La bêtise sur laquelle tranche le rasoir de Hanlon n'est ni la stupiditas telle que l'évoque Thomas Willis, un « défaut de l'intelligence et du jugement » qui voisine la démence (morosis)[13],[14] ; ni le fait d'avoir « le jugement bon, mais […] point la conception prompte »[15], un défaut de promptitude d'esprit, au sens où l'entend Leibniz[16] ; ni un « défaut de sentiment », au sens où Gabriel Girard la distingue de l'idiotie et de la bêtise[17] et où Montaigne la caractérise comme un état « qui nous transit lorsque les accidents nous accablent, surpassant notre portée »[18] ; mais plutôt ce que Clément Rosset caractérise comme « sottise positive » et dont il prend pour exemple Bouvard et Pécuchet[N 2] : « elle ne consiste pas du tout à ne pas comprendre quelque chose, mais à tirer de son propre fond quelque activité ou tâche absurdes auxquelles elle entreprend de se dévouer corps et âme ; elle est pure activité[21],[N 3]. »

Le rasoir de Hanlon se traduit donc en français de la manière suivante : « Ne jamais attribuer à la malveillance ce que la bêtise suffit à expliquer. » Dans une formulation alternative, la bêtise est remplacée par l'incompétence (incompetence),. On prête à Michel Rocard la paraphrase suivante : « Toujours préférer l'hypothèse de la connerie à celle du complot. La connerie est courante. Le complot exige un esprit rare,. »

## Histoire

### Première formulation supposée
Cet énoncé aurait été formulé en 1980 par le développeur américain Robert J. Hanlon, alors programmeur à la base militaire de Scranton (Pennsylvanie). Le psychologue américain Mardy Grothe affirme s'être entretenu avec la veuve de Robert J. Hanlon, qui lui a confirmé que son époux avait soumis cette « loi » à l'écrivain américain Arthur Bloch pour publication. Ce dernier publia la même année ledit énoncé en tant que « loi de Hanlon » dans un livre consacré à la loi de Murphy.

### Antécédents possibles
La paternité de Robert Hanlon a parfois été mise en doute. Certains auteurs, tel le philosophe italien Giancarlo Livraghi (it), estiment que ce nom serait une « probable variation phonétique » de celui de l'auteur de science-fiction Robert Heinlein, qui fait dire en 1941 à un personnage : « Vous avez attribué à de l'infamie ce qui résulte simplement de la bêtise ». Selon Eric Raymond, la « corruption phonétique » du nom d'Heinlein est d'autant plus vraisemblable que cet auteur est « populaire dans la culture des hackers ».
Garson O'Toole a identifié, outre Heinlein, d'autres possibles prédécesseurs de Hanlon :
- l'aphorisme a été attribué à Napoléon Bonaparte (1769-1821)[23], mais l'affirmation est douteuse[32],[N 4] ;
- le philosophe anglais David Hume écrit en 1757 dans son Histoire naturelle de la religion : « Nous penchons tous à attribuer de la bonne ou de la mauvaise volonté à toutes les choses indifféremment qui nous plaisent ou qui nous choquent[34]. » ;
- Goethe en 1774 dans Les Souffrances du jeune Werther fait écrire à un de ses personnages : « Les malentendus et l’indolence causent peut-être plus de désordres dans le monde que la ruse et la méchanceté. Ces deux dernières au moins sont assurément plus rares[35]. » ;
- la romancière anglaise Jane West écrit en 1812 : « N'attribuons pas à la malveillance ou à la cruauté ce qui peut être renvoyé à des motifs moins criminels[36]. » ;
- en 1898, le peintre anglais William James Laidley, dans un essai sur la Royal Academy, écrit : « Certaines personnes [en conduisent d'autres au désastre] sans malveillance ; en fait, bien au contraire, c'est plutôt de la bêtise[37]. » ;
- le biologiste allemand Ernst Haeckel écrit en 1898 dans Les Énigmes de l'univers que : « Des trois grandes ennemies de la raison et de la science, la plus dangereuse n'est pas la méchanceté mais l'ignorance et peut-être plus encore la paresse[38]. » ;
- en 1918 le théologien protestant américain Arthur Cushman McGiffert écrit : « L'ignorance et non la malveillance est la pire ennemie du progrès humain[39],[40]. » ;
- en 1937, l'éditorialiste américain Thomas F. Woodlock écrit : « La majeure partie de ce que les victimes prennent pour de la malveillance est explicable en termes d'ignorance, d'incompétence ou d'un mélange des deux[41]. » ;
- en 1945, la philosophe américaine Ayn Rand écrit : « La cause du mal est la bêtise, pas la malveillance[42]. ».

## Analyse

### Un cas particulier du rasoir d'Ockham

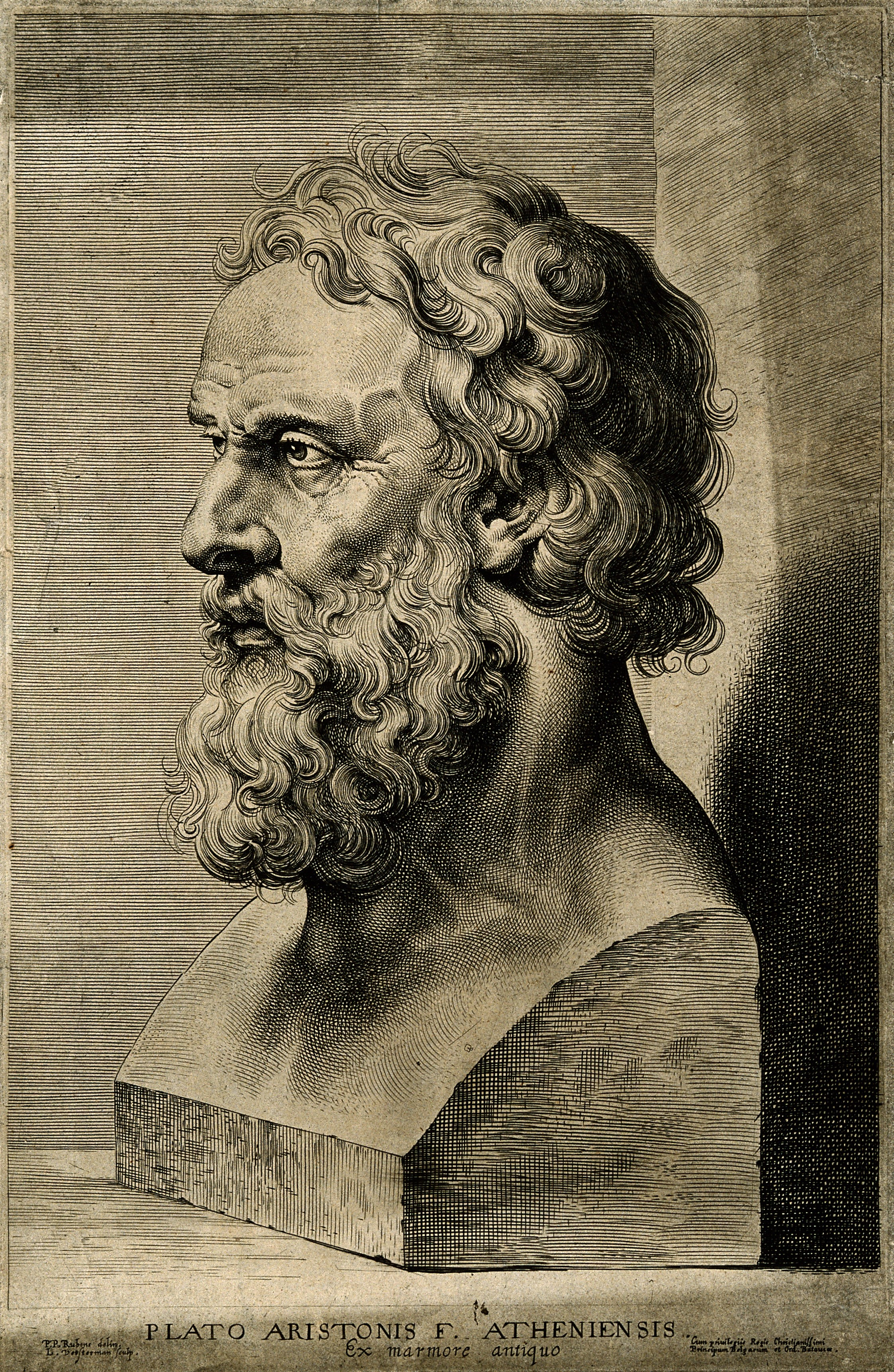
Buste de Platon. Selon Karl Popper, ce n'est qu'après avoir reconnu la pluralité de ce qui est au monde que nous pouvons sérieusement utiliser le rasoir d'Ockham. Pour renverser une belle formulation de Quine, ce n'est que si la barbe de Platon est suffisamment dure et enchevelée par de nombreuses entités que cela vaut la peine d'utiliser le rasoir d'Ockham.

Un rasoir est en philosophie une règle heuristique  qui permet d'éliminer, de « raser », des hypothèses. Il fait référence au rasoir d'Ockham, une pétition de simplicité souvent formulée comme suit : « Il ne faut pas multiplier les entités au-delà de la nécessité » (« Entia non sunt multiplicanda præter necessitatem »). Le principe tire son nom de Guillaume d'Ockham, un logicien du Moyen Âge, quand bien même sa formulation ne se trouve pas chez lui.
Le rasoir d'Ockham est censé, pour certains auteurs, exprimer un principe métaphysique de simplicité, selon lequel rien dans la nature n'est superflu, les faits eux-mêmes étant simples et s'expliquant au mieux par des hypothèses les plus simples possibles. C'est le sens des premières apparitions de l'expression en français, au XVIIIe siècle, notamment chez Pierre Bayle, qui évoque en 1720, à propos de la querelle des universaux, le « rasoir des Nominaux », selon lequel « la nature ne fait rien en vain, natura nihil frustra fecit, et c'est en vain que l'on emploie plusieurs causes pour un effet qu'un plus petit nombre de causes peut produire aussi commodément ». Une autre analyse du rasoir d'Ockham consiste à considérer qu'il n'a qu'une portée méthodologique, en invitant à ne pas multiplier inutilement les hypothèses, au sens où Ockham lui-même écrit : « C'est en vain que l'on fait avec plusieurs ce que l'on peut faire avec un petit nombre ». La première interprétation a été qualifiée de principe de parcimonie ou de simplicité sémantique et la seconde, de principe d'élégance ou de simplicité syntactique,,.

### Qui traite du problème du mal

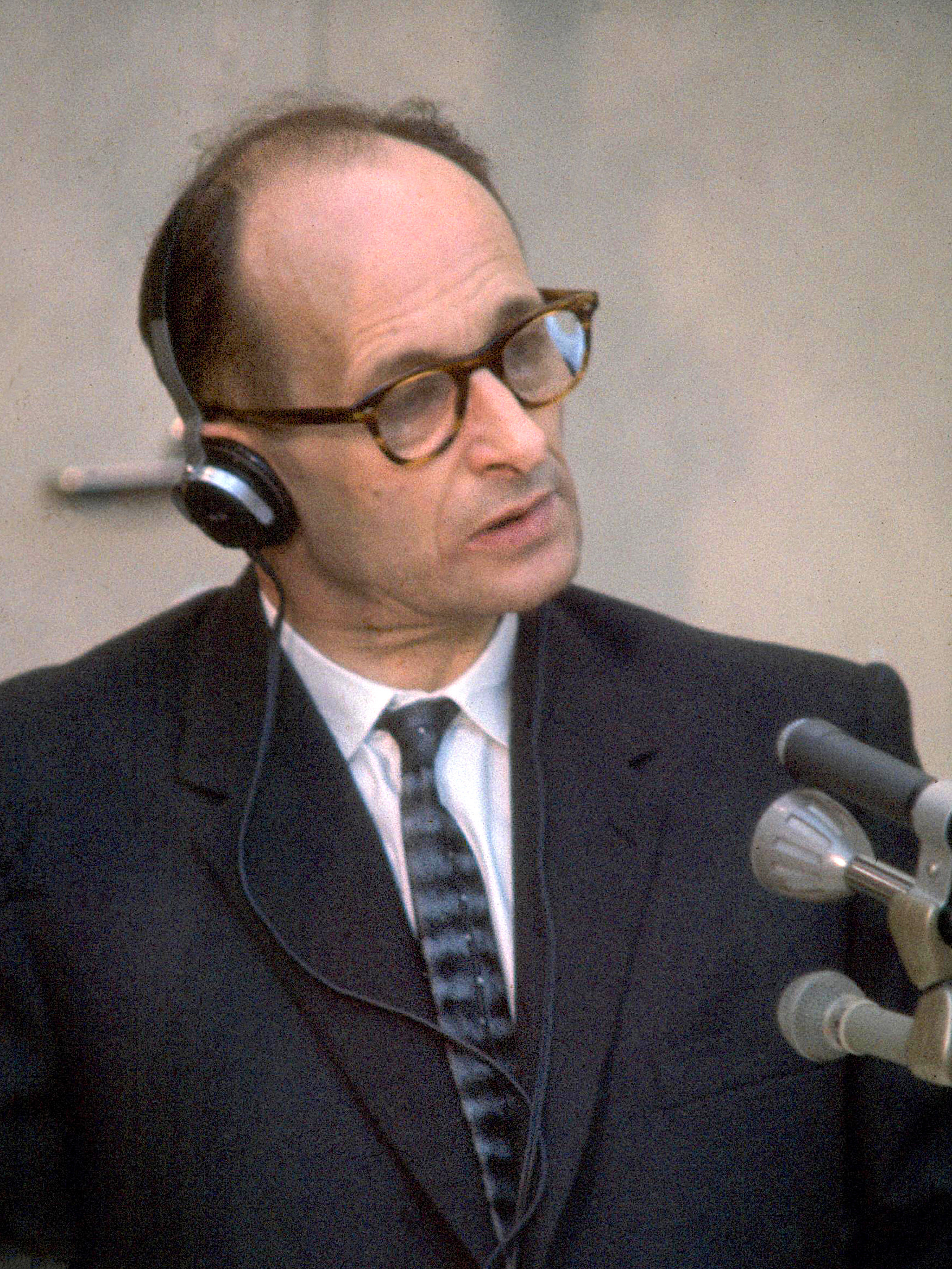
Adolf Eichmann durant son procès à Jérusalem en 1961. Pour Hannah Arendt, Eichmann n'était ni un Iago, ni un Macbeth ; et il ne lui serait jamais venu à l'esprit, comme à Richard III, de faire le mal par principe.

De la même manière, le problème du mal traité par le rasoir de Hanlon, dont plusieurs auteurs soulignent la connexité avec celui d'Ockham,,, se prête à deux analyses, au plan ontologique ou au plan méthodologique.
Plusieurs auteurs estiment que le rasoir de Hanlon procède d'un principe d'élégance : il s'agirait simplement de ne pas recourir à des hypothèses inutiles, cette approche étant souvent mâtinée d'une invocation du principe de parcimonie, lesdites hypothèses réputées inutiles étant également présentées comme inutilement compliquées. Tel est notamment le cas de l'utilisation du rasoir de Hanlon pour écarter les théories du complot,,,.
En revanche, d'autres auteurs estiment que l'hypothèse de la bêtise doit être privilégiée par rapport à celle de la malveillance, parce qu'elle est plus simple, c'est-à-dire plus radicale. Pour la philosophe américaine Ayn Rand, « la cause du mal est la bêtise, pas la malveillance ». Carlo Cipolla rappelle à ce sujet la formulation de l'Ecclésiaste, « le nombre des sots est infini » (« Stultorum infinitus est numerus »), que l'on trouve d'ailleurs à l'identique dans le Protagoras de Platon, attribuée à Simonide,. Roland Barthes, de son côté, estime que « ce qui vient à l'esprit est d'abord bête » et Gilles Deleuze, que « la bêtise (non pas l'erreur) constitue la plus grande impuissance de la pensée, mais aussi la source de [...] ce qui la force à penser ».
Un exemple extrême du lien entre bêtise, absence de pensée et malignité est celui d'Adolf Eichmann, à propos duquel Hannah Arendt soulève la question de savoir s'il était « un cas modèle [...] de stupidité extrême » et développe pour y répondre le concept de banalité du mal. Elle relève qu'il « disait toujours la même chose avec les mêmes mots. Plus on l'écoutait, plus on se rendait à l'évidence que son incapacité à s'exprimer était étroitement liée à son incapacité à penser — à penser notamment du point de vue d'autrui ». Pour Arendt, Eichmann « ne s'est jamais rendu compte de ce qu'il faisait » ; il « n'était pas stupide, il était inconscient — ce qui n'est pas du tout la même chose ». Elle ajoute ultérieurement : « Eichmann était tout à fait intelligent, mais il avait cette bêtise en partage. C'est cette bêtise qui était si révoltante. Et c'est précisément ce que j'ai voulu dire par le terme de banalité. Il n'y a là aucune profondeur, rien de démoniaque ! Il s'agit simplement du refus de se représenter ce qu'il en est véritablement de l'autre ». L'un des aspects de la « bêtise révoltante » d'Eichmann, « l'obéissance aveugle, — « obéissance de cadavre » (Kadavergehorsam) comme il disait lui-même », a fait l'objet d'une vérification expérimentale connue sous le nom d'expérience de Milgram.
Comme le note Umberto Eco, la bêtise est consubstantielle au réseautage social. Dans Good Faith Collaboration, Joseph Reagle analyse la présomption de bonne foi comme une règle de comportement analogue au rasoir de Hanlon et destinée à « contribuer à positionner les attentes sociales » (« help set social expectations ») à l'égard des contributeurs de Wikipédia. Selon Dariusz Jemielniak, il s'agit là d'« une des plus importantes règles de comportement » du projet, que cet auteur met en rapport avec la règle recommandant de « ne pas mordre les nouveaux », car « les nouveaux contributeurs font souvent des erreurs idiotes et n'arrivent pas à écrire des articles en se conformant à des normes qu'ils ignorent ». L'analogie soulignée par Joseph Reagle ne signifie cependant pas que la présomption de bonne foi ne procède que d'une analyse logique ou que le rasoir de Hanlon est la seule explication de cette règle de comportement. Paul de Laat, s'appuyant sur les analyses de Victoria McGeer sur « l'espoir substantiel » en tant qu'état d'esprit et condition de la « confiance substantielle », estime qu'il s'agit plutôt d'une pétition de confiance, d'un principe d'élégance fondé sur l'espoir que la confiance accordée à autrui suscitera des contributions encyclopédiques. Pierre Willaime et Alexandre Hocquet, au contraire, y voient un principe de parcimonie, une « conception de la connaissance par témoignage proche du principe de véracité de Thomas Reid, selon lequel nous sommes naturellement enclins à dire la vérité ».
Le fait que le rasoir de Hanlon n'évalue pas la cause du mal donne lieu à une formulation alternative : « Ne jamais attribuer à la malveillance ce que la bêtise suffit à expliquer, mais ne pas exclure la malveillance » (« Never attribute to malice that which is adequately explained by stupidity... but don't rule out malice »), cette dernière nuance étant parfois indûment attribuée à Robert Heinlein. La formulation prudente, ne pas exclure la malveillance, s'analyse comme le fait que le rasoir de Hanlon s'applique à des situations de raisonnement révisable, où il convient d'appliquer une logique non monotone.

### Sans régler celui de la bêtise
|                  | Perte de l'agent       | Gain de l'agent           |
| ---------------- | ---------------------- | ------------------------- |
| Gain du patient  | Désespérant (Helpless) | Intelligent (Intelligent) |
| Perte du patient | Bête (Stupid)          | Malveillant (Bandit)      |

| Couverture de livre. · Page de livre. |

La dimension aphoristique de la formulation concise choisie par Hanlon pose un problème, celui de la compréhension du sens qu'il donne à la notion de bêtise, cette dernière n'étant cernée qu'à partir de ses effets, au sens où Robert Musil évoque le « critère central » de la psychiatrie, qui, selon lui, définit la bêtise comme un « comportement qui ne parvient pas à mener à bien une action pour la réussite de laquelle toutes les conditions indépendantes de la personne agissante sont réunies ». Le tableau ci-contre montre une telle caractérisation de la bêtise par ses seuls résultats dans la troisième loi de la bêtise de Carlo Cipolla, qui, posant qu'une personne bête est une personne qui cause des pertes à une autre personne ou à un groupe de personnes sans en tirer elle-même un gain, voire en en tirant une perte, oppose la bêtise à la malveillance, par exemple celle du « bandit » qui, dans le cas « parfait », cause à sa victime une perte égale à son propre gain,. Cipolla en tire la cinquième de ses Lois fondamentales de la bêtise : « La bête est le type de personne le plus dangereux » ; avec un corollaire : « Une bête est plus dangereuse qu'un bandit ».
Le statut de la disjonction entre bêtise et malveillance n'est cependant pas clarifié par le rasoir de Hanlon. Cette disjonction n'est pas nécessairement inclusive, au sens où comme le souligne Avital Ronell, la bêtise n'est pas « le signe en tant que tel d'une faute morale », quand bien même elle est souvent associée à une intention malveillante. Comme le commente René Major, elle a, selon Ronell, « un effet de malignité [et] appelle un jugement ou une éthique ». Qu'elle soit une explication plus simple que la malveillance, par parcimonie ou par élégance, n'implique cependant pas qu'elle l'exclue. Jean-Luc Nancy note que bêtise et méchanceté vont souvent de pair, et estime qu'il existe « une proximité troublante, menaçante », qu'il explique à partir d'une analyse de la notion de violence : « la violence est profondément bête. Mais bête au sens le plus fort, le plus épais, le moins réparable. Non pas la bêtise d’un défaut d’intelligence, mais bien pire, la connerie de l’absence de pensée, et d’une absence voulue, calculée par son intelligence crispée »,.
Cette imprécision a conduit certains auteurs à privilégier des formulations alternatives, où la bêtise est remplacée par l'incompétence. À la suite de la publication du Principe de Peter, plusieurs auteurs se sont intéressés à la distinction entre bêtise individuelle et incompétence organisationnelle. Mats Alvesson et Andre Spicer ont cherché à préciser la notion de bêtise dans un contexte de théorie des organisations. Selon ces auteurs, la bêtise ne saurait être réduite à « un comportement pathologique ou irrationnel ou dysfonctionnel » (« pathology, irrationality or dysfunctional thinking »), voire une « déficience mentale » ; il peut s'agir soit d'ignorance, soit d'incapacité à mobiliser un savoir, soit du refus de mettre en question un préjugé. Cette approche les conduit à utiliser la notion de « bêtise fonctionnelle », caractérisée par trois déficiences de la « capacité cognitive » : le manque de « réflexivité », qui se traduit par un refus ou une incapacité à questionner les préjugés ou les normes et à prendre pour intangibles les routines organisationnelles ; le manque de « justification », qui conduit à estimer ne pas devoir rendre compte de ses actions ou à être incapable de le faire ; et le manque de « raisonnement substantiel », qui se traduit par une concentration des ressources cognitives sur un nombre réduit d'objectifs, au détriment d'une appréciation plus large et plus substantielle de la situation,,. Le concept de bêtise fonctionnelle a toutefois fait l'objet de critiques en tant que buzzword.
Sur le plan philosophique, les questions soulevées par le rasoir de Hanlon à propos de l'articulation entre les notions de bêtise, d'incompétence et de malveillance sont abordées dans le cadre de l'épistémologie des vertus (en). Kevin Mulligan et Pascal Engel définissent la bêtise comme un « vice cognitif » ou comme un « vice épistémique ». Pascal Engel, s'appuyant sur la distinction d'Ernest Sosa entre compétence et performance et sur celle de Robert Musil entre bêtise naïve et bêtise supérieure,,, note que « la propriété d'être bête semble désigner, dans de nombreux cas, un certain manque de compétence ou un manque des dispositions ou capacités innées nécessaires à la connaissance, et donc un défaut dont l'agent n'est pas responsable. D'un autre côté, la bêtise est un défaut dans un certain type de performance, une incapacité à exercer sa compétence cognitive. Dans de nombreux cas, cette incapacité est, au moins partiellement, sous le contrôle de l'agent, non pas au sens d'une action volontaire, mais parce qu'elle illustre une certaine forme de vanité ou de fatuité, dont il est responsable [...] Ce trait soulève le vieux problème de la relation entre les vertus intellectuelles et les vertus morales : dans quelle mesure la bêtise résulte-t-elle d'une déficience intellectuelle ou d'une déficience morale ? »

## Corollaires
Le rasoir de Hanlon connaît un corollaire, parfois nommé « loi de Grey », selon lequel à un degré suffisant, la bêtise (ou l'incompétence) est indistinguable de la malveillance, et dont la formulation évoque sur le mode plaisant la troisième loi de Clarke, « toute technologie suffisamment avancée est indiscernable de la magie ».
L'auteur américain Douglas Hubbard, estimant qu'en l'absence d'une « coordination centrale » les individus agissent selon leur intérêt personnel et peuvent produire des résultats « ayant l'apparence d'un complot ou d'une épidémie d'ignorance », a proposé un autre corollaire « plus gauche » : « Ne jamais attribuer à la malveillance ou à la stupidité ce qui peut s'expliquer par des individus modérément rationnels réagissant à des incitations dans un système complexe d'interactions ».

## Autres approches
Différentes autres approches permettent de compléter ou de nuancer le rasoir de Hanlon, voire de problématiser l'opposition entre malveillance et bêtise en tant que faux dilemme.

### Biais d'attribution

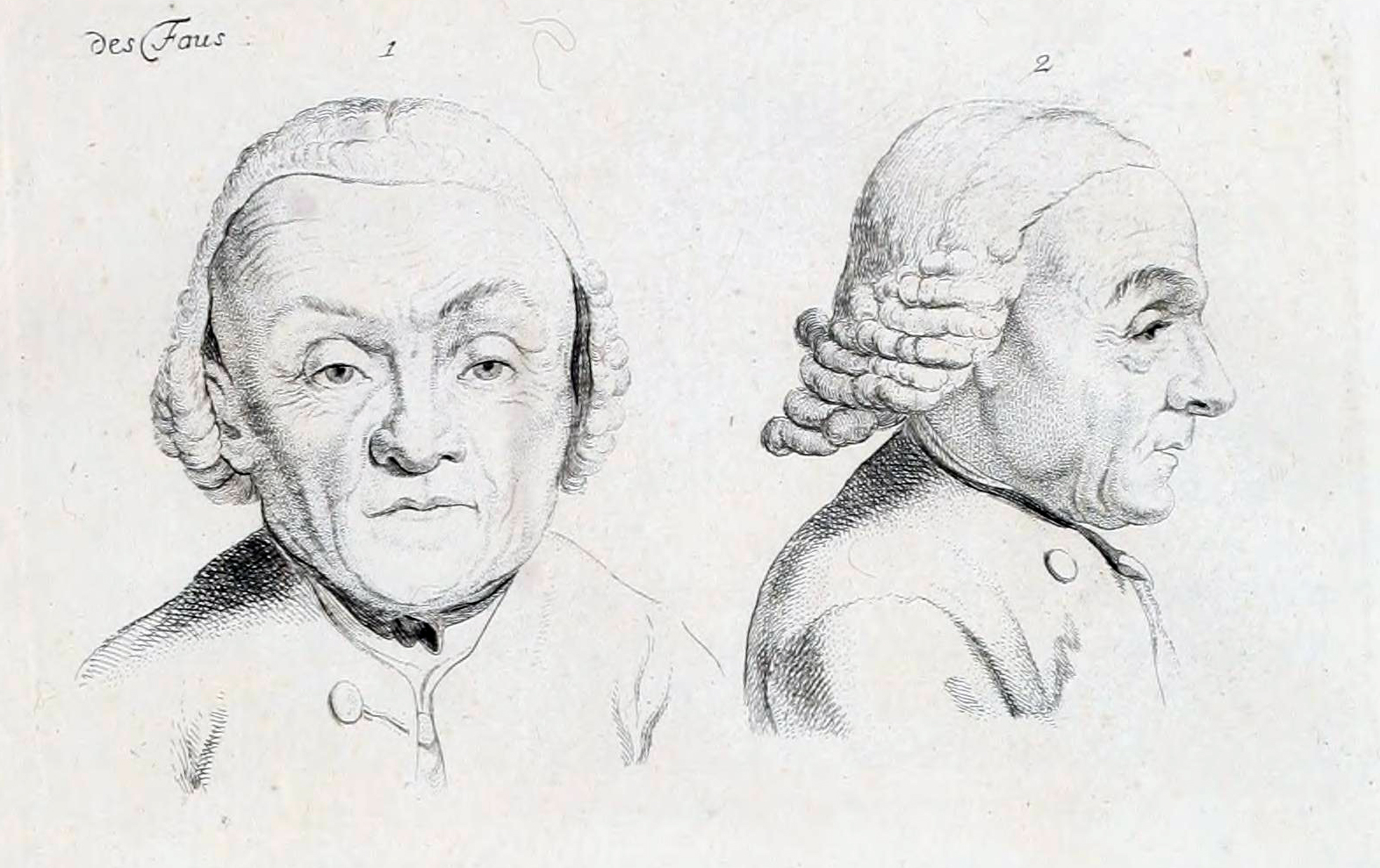
Essai sur la physiognomonie, détail d'une planche intitulée « Des fous ». Pour Johann Kaspar Lavater, la physiognomonie est un moyen sûr de reconnaître la bêtise.

Le fait d'accorder une importance privilégiée à un schéma explicatif peut procéder d'un biais cognitif. Trois biais peuvent ainsi être à l’œuvre dans l'alternative entre une attribution du comportement d'un individu à la malveillance ou à la bêtise, l'incompétence ou l'ignorance :
- l'existence du rasoir de Hanlon peut induire à son utilisation. Ce biais a été décrit comme le « marteau de Maslow », par référence à un aphorisme d'Abraham Maslow, selon lequel « tout ressemble à un clou pour qui ne possède qu'un marteau »[119] ;
- la tendance à interpréter la conduite d'autrui, quand bien même ambiguë ou bénigne, comme exprimant une intention hostile peut provenir d'un biais d'attribution hostile[120],[121] ;
- le fait de privilégier dans l'interprétation d'un comportement les caractéristiques d'une personne, qu'il s'agisse de son caractère, de ses facultés ou de ses intentions, au détriment de celles de la situation peut procéder d'un biais parfois nommé l'erreur fondamentale d'attribution[122].

### Principe de charité
La pertinence du rasoir de Hanlon est en partie remise en question par le principe de charité, un principe de « bienveillance interprétative » qui consiste à attribuer aux déclarations d'autrui un maximum de rationalité. Ce principe a notamment été développé par deux logiciens américains, Willard Quine et Donald Davidson. Le premier, dans le contexte d'une réflexion sur le problème de la traduction, estime qu'il est « probable que les assertions manifestement fausses à simple vue fassent jouer des différences cachées de langage » et précise : « la bêtise de l’interlocuteur, au-delà d’un certain point, est moins probable qu’une mauvaise traduction ». Le second a étendu le principe en estimant que « nous donnons un maximum de sens aux mots et aux pensées des autres en les interprétant d'une manière qui optimise l'accord ». Pour Davidson, comme le précise Pascal Engel, cela signifie que le principe de charité doit être compris non « comme un principe de
maximisation de l’accord, mais comme un principe d'optimisation de la compréhension ». Selon Isabelle Delpla, le principe de charité se prête à une double lecture : « Pour autant qu’une extrême stupidité tourne à l’absurdité, il s’agit d’une exigence épistémique, l’interprétation visant à donner du sens, à rendre les autres intelligibles. Par ailleurs, présumer de la stupidité des autres est une attitude de supériorité condescendante qui doit être bannie selon une exigence éthique de respect et d’équité nous enjoignant de considérer les autres comme nos semblables, la stupidité ou l’imbécillité étant prises au sens général d’infériorité ou de faiblesse d’esprit ». Mihnea Moldoveanu et Ellen Langer ont élargi l'application de ce principe pour estimer que l'on ne peut qualifier de stupide un comportement inadapté auquel on peut trouver une justification plausible. Roy Sorensen note toutefois que l'application du principe de charité peut conduire, en écartant une explication en termes de bêtise, à privilégier l'hypothèse du manque de sincérité,.

### Effets pervers

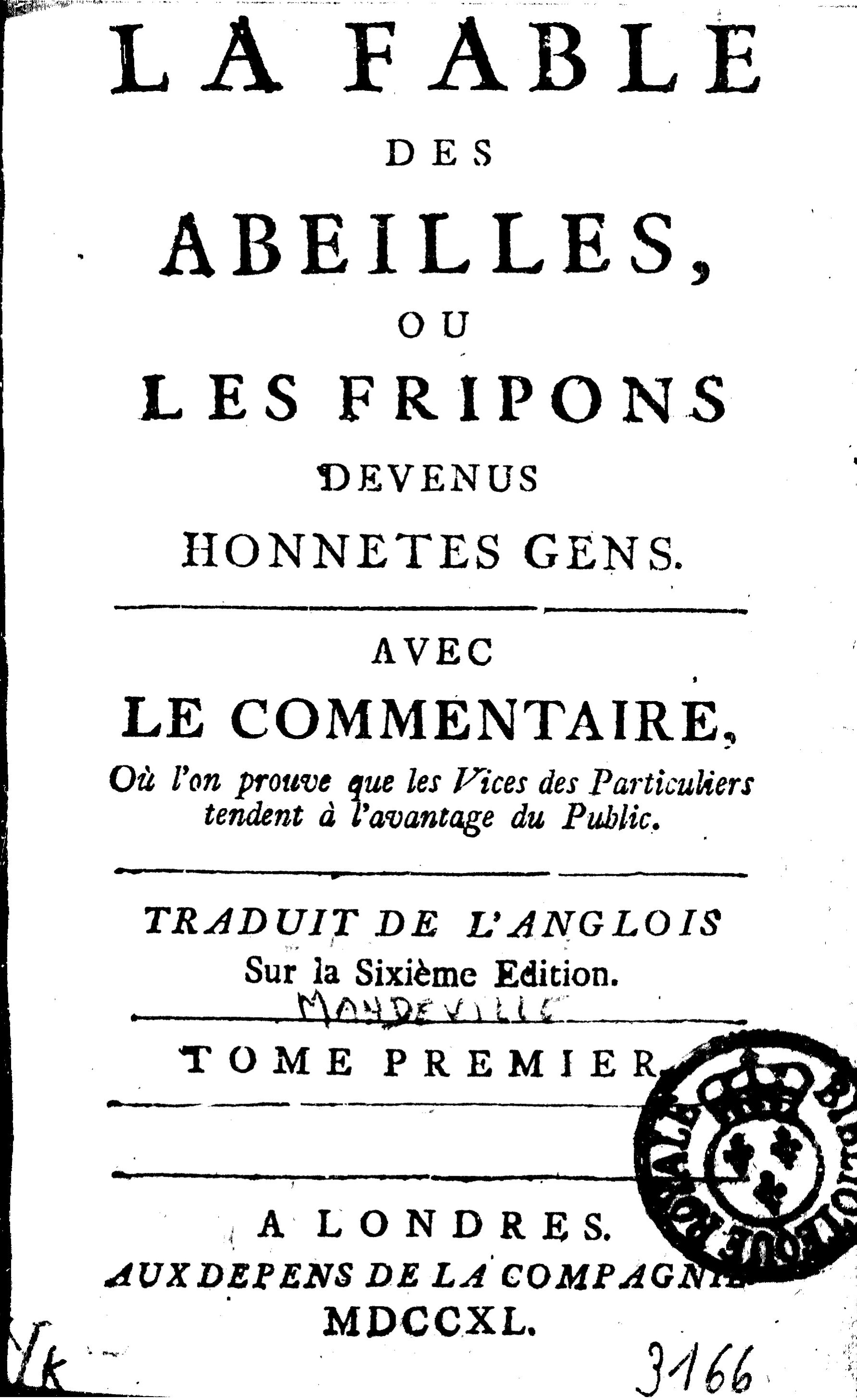
Selon Bernard Mandeville, l'auteur de La Fable des abeilles (publiée pour la première fois en 1705), les vices privés font le bien public.

Plusieurs recherches en sciences sociales s'intéressent aux conséquences involontaires des actions, sans pour autant réduire le modèle explicatif à l'alternative malveillance ou bêtise. La problématique de l'effet pervers a notamment été étudiée par le sociologue américain Robert K. Merton. Dans un article de 1936, il développe le concept de « conséquences inattendues des actions sociales téléologiques » (« unanticipated consequences of purposive social actions »),, en s'attachant exclusivement aux conséquences « imprévues » (unforeseen) de l'action « téléologique », c'est-à-dire à la conduite en tant qu'elle se distingue du comportement, autrement dit à l'action motivée résultant d'un choix entre plusieurs options, en laissant délibérément de côté toute considération sur les motifs eux-mêmes et en se dispensant même de conjecturer qu'une telle conduite ait toujours un but explicite. Il met également son lecteur en garde contre « l'imputation causale » post facto, à propos de laquelle il développera ultérieurement le concept de prophétie autoréalisatrice. Après avoir rappelé l'importance des deux facteurs évidents que sont l'ignorance et l'erreur, il en souligne trois autres :
- « l'impérieuse immédiateté de l'intérêt », c'est-à-dire la priorité donnée à l'avantage personnel immédiat au détriment d'objectifs à plus long terme, par exemple l'enrichissement individuel, à propos duquel Merton rappelle que, selon Adam Smith, c'est la main invisible et non l'agent lui-même qui assure que la poursuite de cet objectif contribue au bien commun[N 17] ;
- « les valeurs fondamentales » (basic values) de l'agent. Merton met en avant « le paradoxe fondamental de l'action sociale, le fait que la « réalisation » des valeurs peut conduire à une renonciation à celles-ci »[138], donne comme exemple l'analyse de Max Weber dans L'Éthique protestante et l'esprit du capitalisme sur le fait que l'ascétisme protestant conduit à sa propre négation et retourne l'expression du Faust de Goethe pour qualifier ces valeurs de « force qui éternellement veut le bien et qui éternellement fait le mal »[N 18] ;
- la notion de prophétie autodestructrice[N 19], c'est-à-dire la crainte de certaines conséquences qui conduit à les contrecarrer avant que le problème anticipé ne survienne. Merton donne comme exemple le fait que les thèses de Karl Marx sur l'accroissement de la concentration de richesse et l'appauvrissement croissant des masses ont conduit au développement d'organisations de travailleurs luttant contre les conséquences prévues.